# Ледньов Павло Серафимович
Павло́ Серафи́мович Ледньо́в (*25 березня 1943 — †23 листопада 2010) — український радянський спортсмен, що спеціалізувався на сучасному п'ятиборстві, дворазовий олімпійський чемпіон (1972 та 1980 у командній першості), багаторазовий призер олімпійських ігор, багатократний чемпіон світу.
Павло Ледньов — чемпіон Ігор ХХ та ХХІІ Олімпіад (1972, 1980 рр.) в командній першості,  срібний призер  Ігор ХІХ Олімпіади (1968 р.) у командній першості та Ігор ХХІ Олімпіади (1976 р.) в особистій першості, бронзовий  призер  Ігор ХІХ, ХХ та ХХІІ Олімпіад (1968, 1972, 1980 рр.) в особистій першості, чемпіон світу (1965, 1966, 1974 рр.) у командній першості, (1973—1975, 1978 рр.) в особистій першості, срібний  (1977 р.) в особистій першості та бронзовий  призер (1975, 1978 рр. ) чемпіонату світу у командній першості 

## Життєпис
Батьки майбутнього спортсмена-чемпіона познайомилися у роки німецько-радянської війни. На час народження Павла, 25 березня 1943 року в місті Горький (зараз назва Нижній Новгород) батька вже не було серед живих. Мати Анна Павлівна, яка до цього працювала лікарем медсанбату, була переведена в евакуаційний госпіталь. З маленьким сином на руках вона їздила небезпечними військовими дорогами, аж поки її невелика сім’я осіла в Дніпропетровську. Мати працювала урологом вищої кваліфікації, а вихованням маленького Павлуся займалася бабуся Віра Іванівна, яка мала давнє аристократичне коріння, що доводилось ретельно приховувати заради безпеки родини.
Змалку П.Ледньов як надто худий, скромний, із нехарактерними серед інших дітей манерами, довго був об’єктом насмішок однолітків. Що спонукало Павла самостійно займатися спортом: плавав у Дніпрі, грав у баскетбол і водне поло. Завдяки чому він прийшов у спортивне п’ятиборство, хоча ще довгий час займався боксом і велосипедним спортом. 
Після закінчення школи Павло навідріз відмовився продовжити традиційну для сім’ї медичну кар’єру та вступив у Львівський інститут фізичної культури.
Профільні екзамени Ледньов склав на диво легко. Спортивні таланти юного атлета були настільки перспективними, що заняття давалися йому легко і невимушено. До речі, гімнастику викладав йому олімпійський чемпіон Віктор Чукарін, а легку атлетику — професор Арам Тер-Ованесян. Першим же тренером в легендарній львівській школі фехтування Ледньова став Ференц (Федір) Кота.
Постійно тренуючись у Львові, Павло Ледньов з 1965 року почав постійно захищати честь країни на чемпіонатах світу із сучасного багатоборства.
Хоча він ніколи не вигравав олімпійську медаль в особистому заліку, проте йому належить рекордна кількість медалей для представників сучасного п'ятиборства на олімпіадах — сім. Двічі Ледньов ставав олімпійським чемпіоном в командному заліку — на мюнхенській та московські олімпіадах. В 1976 році збірна СРСР, за яку він виступав, фінішувала другою. В особистому заліку він здобув срібну медаль на монреальській олімпіаді та бронзові на олімпіадах 1968, 1972 та 1980 років.
На відміну від олімпійських змагань Ледньов вигравав світові чемпіонати в особистому заліку чотири рази: в 1973, 1974, 1975 та 1978 роках. Ще двічі він входив до складу команди переможниці — в 1973 та 1974 роках. Чемпіонат Радянського Союзу Ледньов вигравав у 1968 та 1973 роках.
Після Ігор 1980 року Павло Серафимович Ледньов, закінчивши у віці 37 років свою власну спортивну кар'єру, у 1981-1987 був головним тренером збірної СРСР. З цих причин переїхав зі Львова до Москви, де і мешкав наступні тридцять років.
Помер видатний спортсмен-п'ятиборець 23 листопада 2010 року під час госпіталізації в шпиталі імені Бурденка.